# Moesgård strand
Moesgård strand är en badplats på en strand söder om Århus i Danmark. Den ligger i Region Mittjylland, i den centrala delen av landet. Vid stranden finns gräsmarker och Moesgård Skov.